# 文景歷史寫作獎
文景歷史寫作獎，是中國世紀文景圖書公司成立的歷史類圖書獎，兩年一屆，2021年起舉辦。

## 評選範圍
文景歷史寫作獎的授獎對象是「以汉语写作并在中国大陆地区首次出版的作品」、「原创非虚构性质的历史写作」。「多人合集、汇编已公开发表作品而成的个人文集，暂不纳入参评范围」。首獎得主可獲人民幣8萬元獎金。

## 獲獎作品

### 第一屆
2021年12月7日公布入圍十強，2022年1月8日公布首獎。
- 首獎：周思成《隳三都：蒙古灭金围城史》、王元崇《中美相遇：大国外交与晚清兴衰（1784—1911）》
- 十強作品：宋念申《发现东亚》、宋华丽《第一等人：一个江南家族的兴衰浮沉》、许知远《青年变革者：梁启超（1873—1898）》、刘勃《失败者的春秋》、赵冬梅《法度与人心：帝制时代人与制度的互动》、张笑宇《技术与文明：我们的时代和未来》、丁晨楠《海东五百年：朝鲜王朝（1392—1910）兴衰史》、杨潇《重走：在公路、河流和驿道上寻找西南联大》

### 第二屆
2023年12月15日公布入圍十強，2024年1月27日公布首獎。
- 首獎：张向荣《祥瑞：王莽和他的时代》
- 十強作品：程美宝《遇见黄东：18—19世纪珠江口的小人物与大世界》、龚静染《李劼人往事（1925—1952）》、杨斌《海贝与贝币：鲜为人知的全球史》、曹雨《一嚼两千年：从药品到瘾品，槟榔在中国的流行史》、康昊《神风与铜钱：海岛日本遭遇世界帝国，1268—1368》、吴铮强《罗建功打官司（1914—1940）：乡绅权势、宗祧继承和妇女运动》、陆大鹏《德意志贵族：一个群体的生活、历史与命运》、黄博《如朕亲临：帝王肖像崇拜与宋代政治生活》、张明扬《入关》

## 外部連結
- 官方網站 （页面存档备份，存于）